# Simpsonovi a Bocelliovi ve „Feliz Navidad“
Simpsonovi a Bocelliovi ve „Feliz Navidad“ (v anglickém originále The Simpsons Meet the Bocellis in “Feliz Navidad”) je americký animovaný komediální krátký film z roku 2022 založený na animovaném televizním seriálu Simpsonovi.  Film režíroval David Silverman a byl vydán 15. prosince 2022. Film byl poprvé veřejnosti oznámen 7. prosince 2022 společně s vydáním propagačního plakátu. Píseň „Feliz Navidad“ byl vydán jako singl a také jako součást alba Andrey, Mattea a Virginie Bocceliových s názvem A Family Christmas.

## Děj
Jsou Vánoce a Marge dostane od Homera jako dárek vystoupení Andrey Bocelliho a jeho dětí, Mattea a Virginie. Marge a Líza jsou nadšené, na rozdíl od Barta, který by chtěl rozbalovat dárky. Bocelli začne zpívat Con te partirò, Bart se po naléhání Marge přidá ke zpěvu. Homer je přeruší a řekne, že potřebuje nějakou vánoční píseň. Virginia navrhne „Feliz Navidad“, kterou zpívají společně se Simpsonovými. Během písně jsou zobrazeny záběry na Springfielďany a Disney postavy (včetně Mickey Mouse) během Vánoc.

## Obsazení
- Dan Castellaneta jako Homer Simpson
- Julie Kavnerová jako Marge Simpsonová
- Nancy Cartwrightová jako Bart Simpson, Mickey Mouse
- Yeardley Smithová jako Líza Simpsonová
- Andrea Bocelli jako on sám
- Matteo Bocelli jako on sám
- Virginia Bocelliová jako ona sama